# Playa del Moro (Alcocéber)
La playa del Moro es una playa de arena del municipio de Alcalá de Chivert, en la provincia de Castellón (España).
Limita al norte con el roquedal de la Romana, que la separa de la playa homónima, y al sur con el roquedal del Moro, que la separa de Tres Playas. Tiene una longitud de aproximadamente 300 metros y una anchura media de 30 metros. Toma su nombre de una roca que emerge del mar frente a ella.
La playa se encuentra situada en el núcleo urbano de Alcocéber, con un alto nivel de ocupación en los meses de verano.
Junto a ella se puede encontrar una gran diversidad botánica en el roquedal homónimo, destacando una importante colonia de azucena marina.
Cuenta con el distintivo de Bandera Azul, además de los certificados de calidad ambiental ISO 9001 y ISO 14001.